# ناتانائل سنتینی
ناتانائل سنتینی (انگلیسی: Nathanaël Saintini؛ زادهٔ ۳۰ مهٔ ۲۰۰۰) بازیکن فوتبال است.
وی همچنین در تیم‌های ملی فوتبال زیر ۱۸ سال فرانسه و جزیره گوادلوپ بازی کرده‌است.